# Anaxibia (Tochter des Kratieus)
Anaxibia (altgriechisch Ἀναξιβία Anaxibía) ist eine Person der griechischen Mythologie.
Anaxibia ist die Tochter des Kratieus und die Gattin des Nestor. Von ihm ist sie die Mutter der Töchter Peisidike und Polykaste sowie der Söhne Perseus, Stratichos, Aretos, Peisistratos, Echephron, Antilochos und Thrasymedes.